# Putkowice Nagórne
Putkowice Nagórne est un village de Pologne, situé dans la gmina de 	Drohiczyn, dans le Powiat de Siemiatycze, dans la voïvodie de Podlachie.

## Histoire
Selon le recenssement de la commune de 1921, ont habité dans le village 131 personnes, dont 126 étaient catholiques, 2 orthodoxes, et 3 judaïques. Parallèlement, 128 habitants ont déclaré avoir la nationalité polonaise, 3 la nationalité juive. Dans le village, il y avait 27 bâtiments habitables.

## Source
- (en) Cet article est partiellement ou en totalité issu de l’article de Wikipédia en anglais intitulé « Putkowice Nagórne » (voir la liste des auteurs).